# Zoran Kvržić
Zoran Kvržić (pronunciación en serbocroata: /zǒraŋ kʋr̩̂ʒitɕ/; Doboj, RFS de Yugoslavia, 7 de agosto de 1988) es un futbolista bosnio de etnia croata. Juega como centrocampista en el F. K. Borac Banja Luka de la Liga Premier de Bosnia y Herzegovina.
Con 28 apariciones, posee el récord de más partidos jugados para el H. N. K. Rijeka en competiciones de la UEFA.[cita requerida]

## Selección nacional
Ha sido internacional con la selección de fútbol de Bosnia y Herzegovina en 7 ocasiones.

## Clubes
| Club                            | País                 | Año       |
| ------------------------------- | -------------------- | --------- |
| F. K. Proleter Teslić           | Bosnia y Herzegovina | 2006-2008 |
| N. K. HAŠK                      | Croacia              | 2009-2010 |
| N. K. Osijek                    | Croacia              | 2010-2013 |
| H. N. K. Rijeka                 | Croacia              | 2013-2020 |
| Spezia Calcio (cedido)          | Italia               | 2015-2016 |
| F. C. Sheriff Tiraspol (cedido) | Moldavia             | 2016-2017 |
| Kayserispor                     | Turquía              | 2020-2021 |
| N. K. Slaven Belupo             | Croacia              | 2021-2023 |
| H. N. K. Šibenik                | Croacia              | 2023      |
| F. K. Borac Banja Luka          | Bosnia y Herzegovina | 2023-     |

## Palmarés

### Campeonatos nacionales
| Título                                      | Club                   | País                 | Año  |
| ------------------------------------------- | ---------------------- | -------------------- | ---- |
| Segunda Liga de la República Srpska (oeste) | F. K. Proleter Teslić  | Bosnia y Herzegovina | 2007 |
| Copa de Croacia                             | H. N. K. Rijeka        | Croacia              | 2014 |
| Supercopa de Croacia                        | H. N. K. Rijeka        | Croacia              | 2014 |
| Supercopa de Moldavia                       | F. C. Sheriff Tiraspol | Moldavia             | 2016 |
| Copa de Moldavia                            | F. C. Sheriff Tiraspol | Moldavia             | 2017 |
| División Nacional de Moldavia               | F. C. Sheriff Tiraspol | Moldavia             | 2017 |
| Copa de Croacia                             | H. N. K. Rijeka        | Croacia              | 2019 |
| Liga Premier de Bosnia y Herzegovina        | F. K. Borac Banja Luka | Bosnia y Herzegovina | 2024 |

### Distinciones individuales
| Distinción                                       | Año  |
| ------------------------------------------------ | ---- |
| Máximo goleador de la Copa de Croacia (ex aequo) | 2012 |